# Károly Makk
Károly Makk (Berettyóújfalu, Hungría) fue un director de cine y guionista húngaro. Cinco de sus películas fueron nominadas para la Palma de Oro en el Festival de Cine de Cannes,. Sin embargo, ganó premios menores en Cannes y en otros lugares. 
En 1973 fue miembro del jurado del 8.º Festival Internacional de Cine de Moscú.
En 1980, fue miembro del jurado del 30.º Festival Internacional de Cine de Berlín.
Su película de 2003, A Long Weekend in Pest and Buda (húngaro: Egy hét Pesten és Budán), se inscribió en el 25.º Festival Internacional de Cine de Moscú.
Desde el 27 de septiembre de 2011 hasta su muerte, fue presidente de la Academia Széchenyi de Letras y Artes.

## Premios y distinciones
Premios Óscar
| Año  | Categoría                          | Película       | Resultado |
| ---- | ---------------------------------- | -------------- | --------- |
| 1975 | Mejor película de habla no inglesa | Juego de gatos | Ganador   |